# Encalypta buxbaumioidea
Encalypta buxbaumioidea är en bladmossart som beskrevs av Cao Tong, Gao Chien, Bai Xue-liang in Cao Tong och Gao Chien 1990 [1991. Encalypta buxbaumioidea ingår i släktet klockmossor, och familjen Encalyptaceae. Inga underarter finns listade i Catalogue of Life.